# Jan Fiala (fotbalista)
Jan Fiala (* 19. května 1956 Slatinice) je bývalý český fotbalista, obránce, držitel bronzové medaile z mistrovství Evropy 1980 (byť na šampionátu nenastoupil), účastník mistrovství světa 1982, vítěz ankety Fotbalista roku za rok 1982. Ligovými fotbalisty byli i jeho bratři Jaromír Fiala a Jiří Fiala, kteří hráli za Olomouc.

## Fotbalová kariéra
V československé reprezentaci odehrál 58 utkání a vstřelil jeden gól (v přátelském utkání s Dánskem roku 1982). V československé lize hrál jen za Duklu Praha, hrál v ní v letech 1976–1987, nastoupil k 305 ligovým utkáním a dal v nich dvě branky. Třikrát se s Duklou stal mistrem republiky (1977, 1979, 1982) a třikrát získal Československý pohár (1981, 1983, 1985). V Poháru mistrů evropských zemí nastoupil v 8 utkáních, v Poháru vítězů pohárů nastoupil v 10 utkáních a v Poháru UEFA nastoupil ve 14 utkáních. Ke konci kariéry odešel do Francie, hrál za Le Havre a FC Bourges.

## Ligová bilance
| Ročník                        | Zápasy | Góly | Minuty | Klub             |
| ----------------------------- | ------ | ---- | ------ | ---------------- |
| I. liga 1976/77               | 19     | 0    | 1710   | ASVS Dukla Praha |
| I. liga 1977/78               | 29     | 1    | –      | ASVS Dukla Praha |
| I. liga 1978/79               | 29     | 0    | 2610   | ASVS Dukla Praha |
| I. liga 1979/80               | 29     | 0    | 2610   | ASVS Dukla Praha |
| I. liga 1980/81               | 29     | 0    | –      | ASVS Dukla Praha |
| I. liga 1981/82               | 30     | 0    | –      | ASVS Dukla Praha |
| I. liga 1982/83               | 30     | 0    | 2700   | ASVS Dukla Praha |
| I. liga 1983/84               | 30     | 0    | –      | ASVS Dukla Praha |
| I. liga 1984/85               | 30     | 0    | 2700   | ASVS Dukla Praha |
| I. liga 1985/86               | 20     | 1    | –      | ASVS Dukla Praha |
| I. liga 1986/87               | 30     | 0    | 2700   | ASVS Dukla Praha |
| 1. francouzská liga 1987/1988 | 28     | 0    | –      | Le Havre AC      |
| 2. francouzská liga 1990/1991 | 1      | 0    | –      | FC Bourges       |
| CELKEM I. ČS. LIGA            | 305    | 2    | –      |                  |
| CELKEM I. FR. LIGA            | 28     | 0    | –      |                  |